# 1. Act of Succession
Der erste Act of Succession (zu deutsch: Thronfolgegesetz, mitunter auch Sukzessionsakt) vom 23. März 1534 war eine Neuregelung der englischen Thronfolge durch König Heinrich VIII. Der Akt diente dazu, seine Tochter Elisabeth aus seiner zweiten Ehe mit Anne Boleyn an erste Stelle in der Thronfolge zu setzen. Seine ältere Tochter Maria aus der Ehe mit Katharina von Aragón wurde hingegen zum königlichen Bastard erklärt. Untertanen, die dazu aufgefordert wurden, waren verpflichtet, einen Eid auf den Akt zu leisten, da ihnen andernfalls eine Anklage wegen Hochverrats drohte. 1536 wurde ein zweiter und 1544 schließlich ein dritter Act of Succession verabschiedet, die den ersten Akt ersetzten.

## Hintergründe

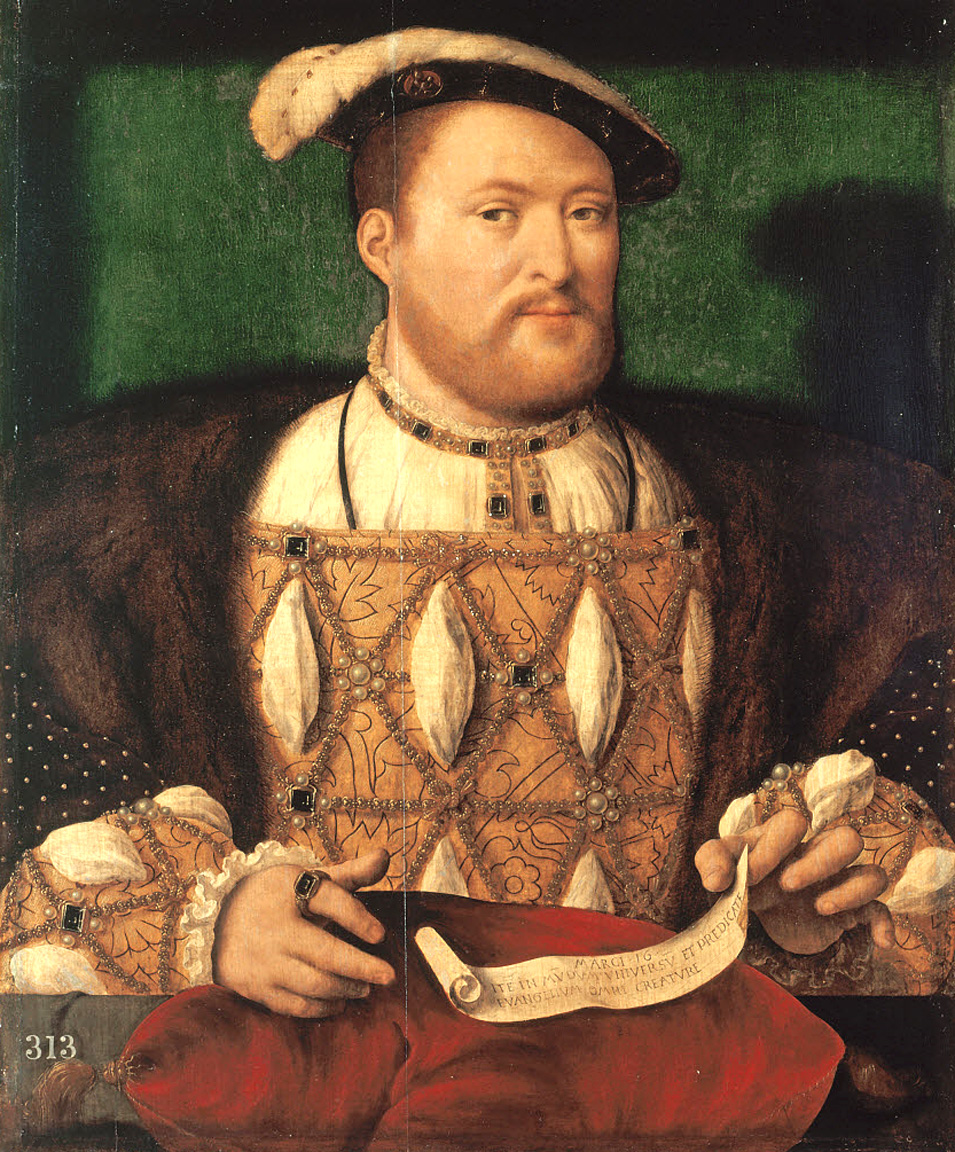
König Heinrich VIII., um 1535 von Joos van Cleve

Im Jahr 1533 heiratete König Heinrich VIII. nach sechs Jahren des Umwerbens seine schwangere Geliebte Anne Boleyn. Seine Ehe mit Katharina von Aragón hatte statt des erhofften Sohnes nur eine Tochter hervorgebracht, die zukünftige Maria I. Obwohl Frauen in der englischen Thronfolge durchaus erbberechtigt waren, befürchtete Heinrich, dass nach seinem Tod ohne einen männlichen Erben ein Bürgerkrieg ausbrechen würde, wie es unter Kaiserin Matilda geschehen war. Von Anne Boleyn, die deutlich jünger war als Katharina, erhoffte sich Heinrich endlich männlichen Nachwuchs. Statt eines Sohnes brachte die neue Königin am 7. September 1533 jedoch eine Tochter zur Welt, die zukünftige Elisabeth I.
Bislang war Prinzessin Maria Heinrichs einziges, legitimes Kind gewesen und stand somit an erster Stelle in der Thronfolge. Die Geburt einer jüngeren Schwester hätte nach dem Gesetz der Primogenitur Marias Status keineswegs gefährdet, da sie als älteste Tochter nach wie vor den ersten Anspruch auf die Krone hatte. Lediglich ein Bruder hätte ihre Stellung in der Thronfolge einnehmen können. Allerdings wurde Heinrichs Ehe mit Anne Boleyn im Ausland und teilweise auch in England nicht als legitim anerkannt, da der Papst sich geweigert hatte, die Ehe mit Katharina zu annullieren. Da Katharina noch am Leben war, lebte der König für viele Zeitgenossen in Bigamie.
Damit wäre auch männlicher Nachwuchs aus dieser Ehe lediglich ein königlicher Bastard gewesen, was den Ausschluss aus der Thronfolge bedeutet hätte. Aus diesem Grund wurde es für Heinrich zwingend erforderlich, Elisabeth und eventuelle zukünftige Nachkommen Anne Boleyns gesetzlich zu legitimieren. Eine zwangsläufige Konsequenz dieser Legitimierung war die Bastardisierung Marias: war die Ehe mit Anne Boleyn die einzig gültige Ehe des Königs mit legitimen Erben, dann war die Ehe mit Katharina ungültig und ihre Tochter lediglich ein königlicher Bastard ohne Anspruch auf den Thron.

## Inhalt
Im März 1534 verabschiedete das Parlament schließlich den ersten Act of Succession. Zu den Unterzeichnenden gehörten u. a. Thomas Cranmer, amtierender Erzbischof von Canterbury, Heinrichs unehelicher Sohn Henry Fitzroy, Anne Boleyns Onkel Thomas Howard, ihr Bruder George Boleyn, Heinrichs Schwager Charles Brandon und Heinrichs Cousin Henry Courtenay. Da Heinrich eine gesetzliche Grundlage brauchte, um seine Ehe mit Anne Boleyn zu legitimieren, erklärte der erste Paragraf des Aktes die Einmischung des Papstes und fremder Mächte in die englische Erbfolge als ungültig.

„Der Bischof von Rom und der Heilige Stuhl hat, entgegen der großen, unverletzlichen Zuständigkeit, die Gott Kaisern, Königen und Fürsten unmittelbar erteilt hat, in vergangenen Zeiten versucht, nach Belieben Titel zu verleihen, um in fremden Reichen und Gebieten Erbschaften anzutreten, was wir, Eure ergebenen geistlichen und weltlichen Untertanen, zutiefst verabscheuen und hassen.“

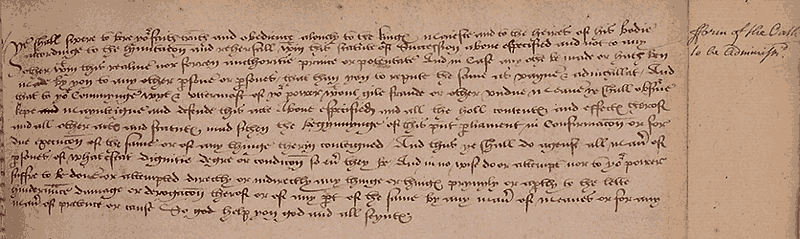
Originalhandschrift des Eides am Ende des Act of Succession

Mit der Aberkennung der päpstlichen Autorität war auch das päpstliche Urteil bezüglich Heinrichs erster Ehe ungültig geworden. Der Akt erklärte, dass Katharina „zuvor die rechtmäßige Gemahlin von Prinz Arthur war, Eurem älteren Bruder, von dem sie fleischlich erkannt worden war“ und sie sollte daher „von nun an nur noch als Witwe von Prinz Arthur bezeichnet und angesehen werden und nicht als Königin dieses Reiches“. Um in Zukunft ähnlich ungültigen Ehen vorzubeugen, definierte der Akt noch einmal die Verwandtschaftsgrade, zwischen denen eine Heirat verboten war. Kinder, die aus diesen Verbindungen entsprangen, wurden zu Bastarden.
Einen Gegensatz dazu bildete „die rechtskräftige Ehe, die zwischen Eurer Hoheit und Eurer teuren, geliebten Gemahlin Königin Anne vollzogen und gefeiert wurde“. Somit waren nur noch Heinrichs Kinder aus der Ehe mit Anne Boleyn legitime Erben der Krone. Zudem definierte der Akt es als Hochverrat, andere Personen als Anne Boleyn und Elisabeth als Königin bzw. Prinzessin von England zu bezeichnen. Jeder Versuch, Maria wieder in die Thronfolge einzugliedern, stand nun laut dem Akt unter Todesstrafe, genau wie die Verunglimpfung Anne Boleyns.
Falls dem König etwas zustieß, bevor seine Erben volljährig waren, schrieb der Akt vor, sie von ihrer Mutter und dem Rat aufziehen zu lassen. Anne Boleyn wäre in diesem Fall Regentin von England geworden. Um all diese Punkte durchzusetzen, wurde am Ende des Aktes ein Eid angehängt, den alle Untertanen bei Aufforderung leisten mussten. Sollten sie sich weigern, mussten sie mit schweren Strafen rechnen und konnten im schlimmsten Fall als Verräter angeklagt werden. Eine Verurteilung wegen Verrats bedeutete nicht nur die Todesstrafe für die Betroffenen, sondern auch die Beschlagnahmung all ihrer weltlichen Güter, was in den meisten Fällen die Verelendung ihrer Familien zur Folge hatte.

## Folgen
Sobald der Akt in Kraft trat, erhielt Elisabeth den Titel der Prinzessin von England und den ersten Platz in der Thronfolge, den zuvor ihre Halbschwester Maria innegehabt hatte. Heinrichs Minister Thomas Cromwell ließ unverzüglich Abschriften anfertigen und an Prinzessin Maria und Katharina von Aragón senden, „damit es in ihrer Gegenwart vorgelesen und ihre Antworten aufgenommen würden.“ Sowohl Maria als auch ihre Mutter Katharina von Aragón weigerten sich den Akt anzuerkennen. Katharina erklärte, sie würde die Gesetze dieses Landes nicht diskutieren, sondern lediglich das Urteil des Papstes akzeptieren. Durch den Akt war es jedoch illegal geworden, sich an die Gerichte in Rom zu wenden. Unbeeindruckt entgegnete Katharina: „Wenn einer von euch Befugnis besitzt, diese Strafe an mir durchzuführen, bin ich bereit. Ich bitte lediglich darum, dass es mir gestattet wird, in Sichtweite des Volkes zu sterben.“
Maria war zwar bereit, Elisabeth als ihre Schwester anzuerkennen, weigerte sich jedoch, sie als Prinzessin von England zu bezeichnen. Auch Heinrichs Versuch, sie mit Bitten und dem Versprechen auf königliche Titel umzustimmen, blieb erfolglos. Maria beharrte darauf, dass „Gott sie nicht so geblendet hätte, dass sie für irgendein Königreich auf Erden zugeben würde, ihr Vater der König und ihre Mutter die Königin hätten so lange Zeit in Ehebruch gelebt; noch würde sie die Bestimmungen der Kirche verletzen und sich zum Bastard erklären.“ Aufgrund dieser Weigerung trennte Heinrich Mutter und Tochter dauerhaft voneinander, selbst als Maria krank wurde und Katharina im Sterben lag. Der spanische Botschafter Eustace Chapuys schrieb über die Prinzessin an deren Cousin, Kaiser Karl V.:

„Als er vom selben Arzt hörte, dass ihre Krankheit teilweise von ihrer schlechten Behandlung verursacht wurde, seufzte der König tief und sagte, es sei ein Jammer, dass sie so aufsässig bleibe und ihm damit jede Möglichkeit nehme, sie so gut zu behandeln, wie er es wünschte. Der Arzt riet ihm, sie zu ihrer Mutter, der Königin, zu senden, wo sie billiger, ehrenhafter und gesünder leben würde und falls ihr tatsächlich etwas zustieße, wäre der König frei von allen Verdächtigungen. Der König erwiderte, dies sei ganz richtig, doch gebe es ein großes Hindernis, denn wenn er so handelte, würde er sie niemals dazu bringen, das zu tun, was er wollte, nämlich ihre rechtmäßige und wahre Thronfolge aufzugeben.“

Thomas Morus und der Bischof John Fisher waren beide bereit, die neue Thronfolge anzuerkennen, weigerten sich aber aus Gewissensgründen den Eid zu leisten, nach Meinung von Zeitgenossen aufgrund der Angriffe auf die römisch-katholische Kirche in England und aus Sympathie mit Katharina und Maria. Mit halben Versprechen wollte sich Heinrich jedoch nicht zufriedengeben, da es sonst andere Dissidenten ermutigt hätte. Fisher hatte in den sechs Jahren, in denen Heinrich um Anne Boleyn warb, sowohl schriftlich als auch mündlich stets Katharina verteidigt. Morus selbst hatte in seinem Traktat The Apology of Sir Thomas More alle Christen aufgefordert, fest auf der Seite des alten Glaubens zu stehen und sich nicht auf etwas einzulassen, was ihre Väter als Ketzerei bezeichnet hätten.
Beide wurden im Tower of London inhaftiert und im folgenden Jahr hingerichtet. Dennoch ermutigte ihr Beispiel Maria und Katharina und bestärkte sie in ihrer Haltung. Katharina blieb bis zu ihrem Tod im Januar 1536 standhaft. Maria gab erst nach, als der König bereits seine dritte Ehe geschlossen hatte und ihre engsten Freunde bedrohte.
Der Akt galt lediglich für zwei Jahre. Kurz nach Anne Boleyns Hinrichtung im Jahr 1536 und der erneuten Heirat des Königs verabschiedete das Parlament den zweiten Act of Succession, der Elisabeth bastardisierte und lediglich die Nachkommen Heinrichs mit seiner neuen Königin Jane Seymour zu legitimen Erben der Krone erklärte. 1544 verabschiedete das Parlament schließlich den dritten und letzten Act of Succession unter Heinrich VIII., der sowohl Maria als auch Elisabeth und die Nachkommen ihrer Tante Mary Tudor – unter anderem Lady Jane Grey – in die Thronfolge aufnahm. Dieser Akt wurde erst unter König Jakob I. per Parlamentsbeschluss aufgehoben.